# McCartney (álbum)
McCartney é o álbum de estreia do músico britânico de rock Paul McCartney, lançado em 17 de abril de 1970 pela Apple Records. Foi gravado em segredo, usando principalmente equipamentos de gravação básicos, em sua casa em St. John's Wood. A mixagem e alguns overdubs aconteceram em estúdios profissionais de Londres. Paul deixou de lado o polimento dos discos anteriores dos Beatles em favor de um estilo lo-fi. Exceto por contribuições ocasionais de sua esposa, Linda, Paul executou o álbum inteiro sozinho.
McCartney gravou o álbum durante um período de depressão e confusão, após a saída de John Lennon dos Beatles em setembro de 1969. Conflitos sobre o lançamento do álbum de Paul o afastaram ainda mais de seus ex-companheiros de banda, pois ele se recusou a atrasar o lançamento de seu álbum em benefício dos previamente agendados, como o álbum Let It Be, pedido por meio de um carta entregue por Ringo Starr. Paul relembra "Todos, para mim, estavam me tratando como lixo. Era algo do tipo "Somos os grandes, somos os adultos". Um comunicado à imprensa na forma de entrevista, fornecida com algumas cópias promocionais de McCartney, tornou pública a separação dos Beatles.
McCartney recebeu principalmente críticas negativas, enquanto Paul foi culpado pela separação do grupo. O álbum foi amplamente criticado por sua produção e por suas canções inacabadas, embora a canção "Maybe I'm Amazed" tenha sido constantemente elogiada. Comercialmente, McCartney se beneficiou da publicidade em torno da separação; ocupou a primeira posição por três semanas na parada de LPs da Billboard antes de ceder essa posição para Let It Be. Atingiu a 2ª posição na Grã-Bretanha.
Nos anos posteriores, o álbum foi reconhecido por ter tido um impacto sobre músicos do gênero lo-fi. Paul McCartney também gravou dois álbuns sucessores: McCartney II (1980) e McCartney III (2020). Em 2011, o álbum foi remasterizado e relançado com faixas bônus como parte da Paul McCartney Archive Collection.(em inglês)

## Contexto
Depois que John Lennon pediu o "divórcio" dos Beatles em uma reunião da banda em 20 de setembro de 1969, Paul McCartney retirou-se para sua fazenda em Campbeltown, na Escócia. Em seu livro, Solo in the 70s: John, Paul, George, Ringo 1970 - 1980, o autor Robert Rodriguez descreve seu estado de espírito como "com o coração partido, chocado e desanimado com a perda do único emprego que ele conheceu". Embora a saída de Lennon não tenha sido oficializada, em parte por motivos de negócios, o período de reclusão de McCartney com sua família coincidiu com rumores generalizados nos Estados Unidos de que ele havia morrido. O boato foi dissipado por jornalistas da rádio BBC e da revista Life, que o localizaram em sua fazenda, High Park.

"Quase tive um colapso. Suponho que a dor de tudo isso e a decepção e a tristeza de perder essa grande banda, esses grandes amigos (...) Eu estava ficando louco."

– Paul McCartney para sua filha Mary, 2001.
Os dois meses de McCartney na Escócia criaram um distanciamento entre ele e seus ex-colegas de banda, além da divisão causada pela nomeação de Allen Klein como gerente de negócios em maio daquele ano. McCartney mais tarde citou a nomeação de Klein como a primeira "diferença irreconciliável" dentro dos Beatles, já que ele continuava a favorecer os advogados Lee e John Eastman – pai e irmão, respectivamente, de sua esposa Linda. Para Paul, o período após a saída de Lennon também foi marcado por um surto de depressão severa, durante o qual, segundo ele mesmo, esteve perto de sofrer um colapso nervoso.
Em seu livro, Fab: An Intimate Life of Paul McCartney, o escritor Howard Sounes escreve sobre o exílio de Paul e sua família em High Park: "Isso foi desagradável para Linda. Ela tinha uma filha de sete anos e um bebê para cuidar, com um marido que estava deprimido e bêbado. Mais tarde, ela disse a amigos que foi um dos momentos mais difíceis de sua vida, enquanto Paul refletia que ele poderia ter se tornado uma 'vítima' do rock 'n' roll neste ponto de sua carreira." Com o incentivo de Linda, Paul começou a considerar um futuro fora dos Beatles, escrevendo ou terminando canções para o seu primeiro álbum solo, McCartney.

## Canções e produção

### Dezembro de 1969 – janeiro de 1970: gravações caseiras
Eu era como um professor em seu laboratório. (Eu tinha uma configuração) muito simples, o mais básico possível... Mesmo agora esse álbum tem um som interessante. Muito analógico, muito direto.

– Paul McCartney, 2001.
McCartney e sua família retornaram a Londres pouco antes do Natal de 1969, e ele começou a trabalhar no álbum em sua casa em Cavendish Avenue, em St John's Wood. As gravações foram realizadas em um gravador de fita da marca Studer, sem mesa de som, e, portanto, sem compressor como guia para os níveis de gravação. Paul descreveu seus equipamentos de gravação como "Studer, um microfone e nervos". Ele tocou todos os instrumentos musicais do álbum – guitarras, baixo, teclados, bateria e outros instrumentos de percussão – com Linda fornecendo os vocais de apoio em algumas faixas.
As gravações do álbum ignoraram a sofisticação musical presente nos trabalhos anteriores dos Beatles com o produtor George Martin, em particular presentes no álbum Abbey Road, lançado no ano anterior. De acordo com The New Rolling Stone Encyclopedia of Rock & Roll, McCartney é "um disco de uma banda de estúdio" com "uma qualidade caseira pronunciada; era escasso e parecia quase inacabado". O crítico musical Robert Rodriguez escreve que, ao evitar a "estética de estúdio", "à sua própria maneira, (Paul) estava retomando o tema 'como pretendido pela natureza' (espontâneo) das sessões abortadas de Get Back, embora como uma banda de um homem só."
A primeira faixa gravada foi uma porção de 45 segundos de uma canção que compôs em Campbeltown, "The Lovely Linda". Como aconteceu com grande parte do álbum, McCartney cantou acompanhado de seu violão antes de preencher os restantes canais de áudio com uma parte de guitarra, baixo e um acompanhamento percussivo. Embora esta performance de "The Lovely Linda" fosse apenas um teste do novo equipamento, ela seria incluída no lançamento oficial, como faixa de abertura, com risadas de Paul e Linda no final da gravação. Refletida na sequência do álbum, a segunda e a terceira canções gravadas por McCartney foram "That Would Be Something", também escrita na Escócia, e a faixa instrumental "Valentine Day". Essa última foi uma das três canções de McCartney que Paul improvisou, junto com as canções "Momma Miss America" e "Oo You".
Em 3 de janeiro de 1970, ele interrompeu o trabalho em McCartney para participar da última sessão de gravação dos Beatles, quando ele, George Harrison e Ringo Starr gravaram "I Me Mine" em EMI Studios. No dia seguinte, os três músicos revisitaram a canção "Let It Be", gravada pela banda em janeiro de 1969 para o seu próximo projeto cinematográfico, Get Back.

### Fevereiro de 1970: Morgan Studios
Em 12 de fevereiro, McCartney levou suas fitas para o Morgan Studios, no subúrbio de Willesden, para converter todas as gravações de quatro canais em fitas de oito canais, permitindo assim mais overdubs. Para manter o sigilo sobre o projeto, Paul trabalhou sob o pseudônimo de "Billy Martin". A essa altura, ele também havia gravado as canções "Junk" e "Teddy Boy" em sua casa, essas duas que ele começou a escrever durante a visita dos Beatles à Índia em 1968 e havia ensaiado com a banda em janeiro de 1969. As outras gravações transferidas para os oito canais incluem "Glasses" – uma colagem de efeitos sonoros e "Singalong Junk", uma versão instrumental de "Junk" para a qual ele adicionou um mellotron. Entre outras gravações feitas por cima dessas mixagens de oito faixas, McCartney forneceu um vocal para "Oo You", anteriormente instrumental.
Enquanto estava no Morgan, ele também gravou as faixas "Hot As Sun" e "Kreen-Akrore", que Howard Sounes descreve como uma "canção (de percussão) experimental". Iniciada em 12 de fevereiro, "Kreen-Akrore" foi a tentativa de Paul de descrever sonoramente uma caçada por comunidades indígenas panarás na Amazônia, após ter assistido a um documentário sobre o modo de vida deles. Em meio a interlúdios com guitarra elétrica, órgão e piano, Paul utilizou um arco e flecha que comprou em uma loja de departamentos, de acordo com o engenheiro Robin Black. Este último estava entre as poucas pessoas que sabiam que Paul estava fazendo um álbum solo. Linda contribuiu com a respiração e os sons de animais, com Paul, em "Kreen-Akrore".

### Fevereiro – março de 1970: EMI Studios
Em 21 de fevereiro de 1970, Paul mudou-se para EMI Studios (atual Abbey Road Studios) com o qual tinha mais afinidade, novamente sob o nome de "Billy Martin". Lá, ele fez mais mixagens no material gravado anteriormente, bem como gravou novas faixas. Em 22 de fevereiro, Paul gravou "Every Night" – outra composição ensaiada durante as sessões de Get Back. No mesmo dia, Paul gravou "Maybe I'm Amazed", uma balada dedicada a Linda, e em descrição, "a faixa (instrumental) mais elaborada do disco". A última gravação para o álbum foi "Man We Was Lonely", que ele gravou em 25 de fevereiro, tendo-a composta no início daquele dia. É a única faixa do álbum em que os vocais de Linda são mais perceptíveis.
As mixagens finais de canções como "Junk" e "Teddy Boy" foram concluídas no Morgan Studios junto às faixas restantes do álbum. Durante esse processo, "Hot as Sun" e "Glasses" foram transformadas em um medley, terminando com um trecho de Paul tocando a canção "Suicide" no piano. "Suicide" era uma composição que ele pretendia que Frank Sinatra gravasse. Ele também juntou duas faixas instrumentais em uma para "Momma Miss America"; Paul pode ser ouvido gritando o título original da primeira parte, "Rock 'n' Roll Springtime", na gravação.
Em 23 de março, enquanto o produtor Phil Spector começava a mixar as fitas do projeto Get Back, que viria a ser o álbum Let It Be, no Estúdio 4 do EMI, Paul concluía seu álbum no Estúdio 2. Embora Paul tenha afirmado frequentemente que ignorava o envolvimento de Spector até receber um acetato do álbum para aprovação, o autor de A Batalha Pela Alma dos Beatles, Peter Doggett, escreve que após várias semanas, Paul finalmente "respondeu à série de mensagens que ele recebeu sobre Spector" e concordou em deixá-lo preparar o Let It Be para lançamento.

## Arte da capa
Para a capa do álbum, o artista Gordon House e o designer Roger Huggett trabalharam em algo pensado por Paul. Fotos tiradas por Linda são incluídas em uma colagem de 21 fotos na parte interna do álbum. As imagens mostram Paul, Linda, Heather, a recém-nascida Mary e a sheepdog Martha. A arte em McCartney seria a primeira dos álbuns de Paul a apresentar fotografias de Linda.
Ambientado em um fundo preto, a capa consiste em uma tigela com um líquido vermelho claro, em cima de um muro cor creme, cercada de várias cerejas vermelhas, como se elas tivessem sido retiradas da tigela. Na contracapa, uma foto tirada por Linda, na Escócia, mostra Paul com Mary dentro da sua jaqueta de couro e pele. Os autores Madinger e Easter comentam que, ao contrário de Lennon, McCartney não sentiu a necessidade de incluir sua esposa na capa, e a foto na contracapa foi uma contribuição "impressionante" da fotógrafa.

## Lançamento

### Conflito de agendamento
Talvez John estivesse certo. Talvez os Beatles fossem uma porcaria. Quanto mais cedo eu lançar este álbum e acabar com isso, melhor.

– Paul McCartney comentando após terminar o trabalho em seu primeiro álbum solo
Paul disse que "boicotou" os escritórios da Apple Records após a chegada do empresário Allen Klein em 1969. Seu isolamento contínuo levou John, George e Ringo a tomar decisões de negócios sem a contribuição de McCartney. Uma decisão dizia a respeito ao lançamento do filme documentário Let It Be, uma necessidade a fim de cumprir as obrigações contratuais dos Beatles com a produtora United Artists. Paul concordou, em particular, uma data de lançamento de McCartney em meados de abril com o executivo Neil Aspinall, uma das poucas pessoas associadas aos Beatles que conhecia o projeto. Sua adição tardia entrou em conflito com o lançamento iminente do álbum Let It Be, e do álbum de estreia de Starr, Sentimental Journey, que deveria ser lançado em 27 de março. Em 25 de março, depois de descobrir que Klein providenciou o adiamento do lançamento de McCartney, Paul recebeu uma garantia de Harrison, como diretor da gravadora Apple, de que seu álbum seria lançado em 17 de abril, conforme planejado.
A situação então mudou quando Phil Spector relatou que o trabalho no álbum Let It Be estava quase completo, o que significa que ele poderia ser lançado para coincidir com a estreia mundial do filme, que estava marcada para 28 de abril, em Nova Iorque. Doggett escreve que "a solução era óbvia", já que Let It Be era "algo maior" e, como um produto da banda ao invés de um álbum solo, "deveria automaticamente ter precedência". George e John, portanto, escreveram a Paul em 31 de março para dizer que instruíram a EMI, detentora da Apple, a adiar McCartney para 4 de junho; eles também explicaram a necessidade de escalonar os vários novos lançamentos, particularmente nos Estados Unidos, onde a coletânea Hey Jude havia sido lançada em 26 de fevereiro. Em vez de um funcionário entregar a carta a McCartney em sua casa, Ringo decidiu levá-la pessoalmente.
McCartney reagiu mal à mensagem: "Eu disse (a Ringo) para ir embora. Tive de fazer algo assim para me afirmar, porque estava apenas afundando (...) Eu estava levando uma surra na cabeça, pelo menos na minha mente." De acordo com Starr, Paul "enlouqueceu", ameaçando: "Vou acabar com você agora. Você vai pagar!" Paul relembra "Todos, para mim, estavam me tratando como lixo. Era algo do tipo "Somos os grandes, somos os adultos". Embora os outros Beatles tenham recuado com o lançamento de McCartney, o confronto iniciou o que Robert Rodriguez chama de "uma guerra de 'três contra um'" dentro da banda.

### Comunicado de imprensa e separação dos Beatles
Em 9 de abril, Paul fez uma entrevista para a imprensa britânica, no qual ele explicou suas razões para fazer seu álbum solo e descreveu o tema geral como "Lar, Família, Amor". Com a ajuda dos executivos da Apple, Derek Taylor e Peter Brown, a entrevista também continha perguntas que McCartney imaginou que seriam feitas sobre a possibilidade de separação dos Beatles. Embora parando de dizer que a banda estava acabada, Paul afirmou que não sabia se sua "ruptura com os Beatles" seria temporária ou permanente e que se baseava em negócios, diferenças pessoais e criativas. Ele também disse que não sentiu falta da bateria de Ringo, nem das contribuições de seus outros companheiros de banda ao fazer o álbum, e não poderia imaginar um momento em que ele e John comporiam juntos novamente. Quando questionado se Klein e sua empresa estariam "de alguma forma envolvidos com a produção, fabricação, distribuição ou promoção deste novo álbum", Paul disse: "Não se eu puder evitar", e ele enfatizou que Allen Klein não era seu representante comercial. Embora Paul mais tarde tenha dito que estava respondendo a perguntas feitas a ele, Brown disse que Paul escreveu todas as perguntas.
Naquele mesmo dia, McCartney ligou para Lennon, enquanto ele estava se submetendo à terapia primal com sua esposa, Yoko Ono. Paul disse a ele que estava seguindo o exemplo de John e deixando os Beatles, mas não fez menção de tornar sua saída pública. O autor Peter Doggett sugere que a intenção de Paul não era necessariamente separar a banda já que ele ficou "devastado" pela interpretação da mídia de sua entrevista. A primeira reação da imprensa foi um artigo no tabloide Daily Mirror, em 10 de abril, intitulado "PAUL IS QUITTING THE BEATLES" ("PAUL ESTÁ DEIXANDO OS BEATLES"). A partir daí, na descrição do autor Mark Hertsgaard, as "manchetes de jornais em todo o mundo reduziram a história a variações gritantes, como 'PAUL BREAKS UP THE BEATLES' ('PAUL SEPARA OS BEATLES')".

### Vendas e divulgação
McCartney foi lançado na Grã-Bretanha em 17 de abril de 1970, e três dias depois nos Estados Unidos. Embora os relatos sobre a separação dos Beatles tenham resultado na queda da popularidade do álbum entre os fãs dos Beatles, eles também garantiram que o mesmo fosse altamente divulgado.
No Reino Unido, McCartney estreou na 2ª posição, onde permaneceu por três semanas atrás do álbum mais vendido do ano, Bridge Over Troubled Water, de Simon & Garfunkel. Em 15 de maio, McCartney vendeu mais de 1 milhão de cópias nos Estados Unidos, e a partir de 23 de maio, começou uma permanência de três semanas no 1º lugar da parada de LPs da Billboard, eventualmente ganhando disco de platina duplo. Apesar de "Maybe I'm Amazed" ter sido tocada consideravelmente nas rádios dos Estados Unidos, Paul recusou-se a lançá-la ou qualquer outra faixa do álbum como um single.
Os ex-colegas dos Beatles viram o fato de ele tornar pública a separação da banda como uma traição, visto que Lennon concordou com os interesses do grupo ao permanecer em silêncio sobre sua saída no ano anterior, e como Paul usando o fim dos Beatles como forma de promover seu álbum. Quando questionada sua opinião sobre o álbum logo após seu lançamento, George descreveu "Maybe I'm Amazed" e "That Would Be Something" como "excelente", mas o resto, ele disse: "Simplesmente não faz meu tipo". Harrison acrescentou que, ao contrário de Lennon, Starr e ele mesmo, Paul provavelmente estava muito "isolado" de outros músicos, de tal forma que: "A única pessoa que tem que dizer a ele se a canção é boa ou ruim é Linda". Em uma entrevista de 1970 para a revista Rolling Stone, John apontou McCartney como "lixo" e que soava como a "música de Engelbert Humperdinck"; ele ressalta que seu álbum inspirado em sua terapia primal, Plastic Ono Band, "provavelmente amedrontaria (Paul) a fazer algo decente". Lennon rejeitou a interpretação do entrevistador que o retrato da contracapa seria uma possível referência ao aborto recente de Yoko; em vez disso, ele interpretou como um exemplo de Paul "seguindo servilmente o exemplo dele e de Ono, lançando um álbum voltado para a família".
McCartney seria posteriormente seguido por duas sequências, McCartney II (lançado em 1980) e McCartney III (lançado em 2020), ambos compartilhando a mesma técnica de gravação deste álbum.

## Recepção crítica

### Avaliações contemporâneas
No lançamento, McCartney foi amplamente criticado por sua produção e suas canções inacabadas. Além disso, de acordo com Nicholas Schaffner em seu livro de 1977, The Beatles Forever, a tentativa de Paul de usar a separação dos Beatles para promover seu álbum solo, enquanto se apresentava como um homem de família feliz, "aparentemente saiu pela culatra", já que "muitos observadores descobriram que a coisa toda foi inventada, de mau gosto e bastante cruel." Madinger e Easter escrevem sobre o álbum que o "sentimento geral" entre os críticos era "algo no sentido de 'Ele separou os Beatles para isso?!'" Richard Williams do jornal Melody Maker sugeriu que "Com este disco, a dívida (de Paul) com George Martin torna-se cada vez mais clara (...)" Williams encontrou "pura banalidade em todas as faixas", exceto em "Maybe I'm Amazed" e descreveu "Man We Was Lonely" como "o pior exemplo de seu lado music hall".
Em uma avaliação favorável para a revista NME, o crítico musical Alan Smith escreveu que, embora na primeira audição tenha achado McCartney "muito inofensivamente brando", sua visão mudou com o tempo, de modo que: "É como ouvir o contentamento pessoal de um homem comprometido com o som da música. A maioria dos sons, efeitos e ideias é puro brilho; grande parte da aura é de canções tranquilas em uma noite quente de verão; e praticamente todas as faixas refletem uma espécie de redondeza intangível. 'Excitação' não é uma palavra para usar neste álbum (...) 'calor' e 'felicidade' são." Em sua avaliação que combinava todos os lançamentos solos dos ex-Beatles em 1970, o comentarista musical Geoffrey Cannon do periódico The Guardian o caracterizou como um álbum que não tinha "nenhuma substância". Cannon continua: "Paul se revela nisso como um homem preocupado consigo mesmo e com sua própria situação. A música é ostensivamente casual (...) Ele parece acreditar que vale a pena fazer qualquer coisa que vem à sua cabeça. E ele está errado." O crítico musical John Gabree, da revista High Fidelity, encontrou as razões para o fracasso do álbum no filme Let It Be, onde Paul parecia ser "o único Beatle que estagnou como um ser humano", bem como "incrivelmente arrogante" no tratamento de seus companheiros de banda. Gabree acrescenta que "talvez a maior decepção esteja nas canções, embora a maioria delas pudesse ter sido salva por melhores performances, especialmente as instrumentais."
Escrevendo sobre o disco na revista Rolling Stone, o revisor Langdon Winner considerou as canções "distintamente de segunda categoria" em relação às melhores composições de McCartney como um Beatle, com apenas "Maybe I'm Amazed" "chegando perto" de corresponder a esse alto padrão, ele admirou os vocais e acrescentou: "se alguém pode aceitar o álbum em seus próprios termos, McCartney se destaca como um trabalho muito bom, embora não surpreendente." Winner admitiu ter repelido a "propaganda espalhafatosa" em torno do lançamento, porém, sobre a qual enfatizou: "Lembre-se, tudo isso é coisa que o próprio Paul incluiu deliberadamente (na propaganda de imprensa do álbum), não apenas alguns comentários inúteis que ele deixou escapar a um 'jornalista investigativo'". O crítico conclui: "Gosto muito de McCartney. Mas lembro que o povo de Troia também gostou daquele cavalo de madeira que empurraram pelos portões até descobrir que estava oco por dentro e cheio de guerreiros hostis."

### Avaliações retrospectivas
| Críticas profissionais        | Críticas profissionais |
| Avaliações da crítica         | Avaliações da crítica  |
| Fonte                         | Avaliação              |
| ----------------------------- | ---------------------- |
| AllMusic                      | [ 21 ]                 |
| The A.V. Club                 | B                      |
| Blender                       | [ 23 ]                 |
| Christgau's Record Guide      | B                      |
| Consequence of Sound          | B                      |
| Pitchfork                     | 7.9/10                 |
| The Rolling Stone Album Guide | [ 27 ]                 |

Na edição de 2004 de The Rolling Stone Album Guide, o crítico musical Greg Kot considerou o álbum "tão modesto que mal se matricula" em comparação com Plastic Ono Band de Lennon, acrescentando: "Apenas a alma pura de 'Maybe I'm Amazed' distingue das outras composições insuportáveis como 'Lovely Linda'". O revisor do site AllMusic, Stephen Thomas Erlewine, escreve que McCartney possui "uma qualidade caseira e desalinhada", com "That Would Be Something", "Every Night", "Teddy Boy" e "Maybe I'm Amazed", todos "clássicos completos de Paul". Embora ele observe que "a natureza descartável de grande parte do material (...) tornou-se charmosa em retrospecto", Erlewine acrescenta: "Infelizmente, em retrospecto, também parece um prenúncio da mediocridade incômoda que assolaria toda a carreira solo de Paul." A revista Record Collector destacou "Every Night", "Junk" e "Maybe I'm Amazed" como canções que "ainda soam absolutamente sem esforço e demonstram o gênio natural de um homem com uma melodia".
Entre os biógrafos dos Beatles, Robert Rodriguez inclui McCartney em seu capítulo listando os piores álbuns solo lançados por ex-Beatles entre 1970 e 1980. Ao lamentar a falta de controle de qualidade que permitiu que "canções sem graça" como "Teddy Boy" fossem subdesenvolvidas, Rodriguez escreve: "O que tornou McCartney tão frustrante de ouvir não foi a ausência de ideias musicais convincentes; foi a abundância delas. Se melodias como "Momma Miss America" tivessem sido transformadas em composições com início, meio, fim e ponto, McCartney poderia ter acabado altamente aclamado da mesma maneira que Plastic Ono Band: composições pop amigáveis, completas e focadas, que poderiam muito bem ter dado aos fãs muito menos motivos para amargura com a separação dos Beatles."
Em 1999, Neil Young introduziu Paul ao Hall da Fama do Rock and Roll e elogiou McCartney, dizendo: "Eu amei aquele álbum porque era tão simples. E havia muito para ver e ouvir. Era apenas Paul. Não havia nenhum adorno (...) Não houve nenhuma tentativa de competir com as coisas que ele já havia feito. E então ele saiu da sombra dos Beatles." Paul posteriormente disse à Rolling Stone que, dadas as qualidades caseiras do álbum, ele o considerou o primeiro álbum do gênero indie rock, acrescentando: "Sabe, hoje em dia é o que se chamaria de algo indie. Para mim, então, era apenas eu experimentando com alguns sons e não se preocupando com o resultado. Acho que esse foi um dos segredos." Citando sua gravação e mixagem caseiras, o revisor Brent Day da revista Paste sentiu que McCartney foi indiscutivelmente "um dos primeiros grandes discos do gênero lo-fi da história." Foi um dos dois álbuns de Paul McCartney incluídos no livro de Robert Dimery, 1001 Discos Para Ouvir Antes de Morrer.

## Relançamentos
McCartney foi lançado em disco compacto em 7 de junho de 1993, junto com seis outros álbuns de estúdio que Paul fez durante a década de 1970, incluindo Ram e Band on the Run.
Em 13 de junho de 2011, o álbum e o terceiro trabalho solo oficial de Paul, McCartney II, foram relançados juntos pela gravadora Hear Music como parte da Paul McCartney Archive Collection. O álbum voltou às paradas no Reino Unido, Holanda, França e Japão.
McCartney recebeu um relançamento especial e comemorativo de 50 anos em uma edição limitada em vinil para o Record Store Day em 26 de setembro de 2020.
O álbum foi relançado em 5 de agosto de 2022 em um box set intitulado McCartney I II III, composto por 3 LPs ou 3 CDs, junto com o segundo e terceiro álbuns da trilogia.

## Lista de faixas
Todas as faixas escritas e compostas por Paul McCartney. 
| Lado um |                           |         |  |
| N.º     | Título                    | Duração |  |
| 1.      | "The Lovely Linda"        | 0:44    |  |
| 2.      | "That Would Be Something" | 2:38    |  |
| 3.      | "Valentine Day"           | 1:41    |  |
| 4.      | "Every Night"             | 2:33    |  |
| 5.      | "Hot as Sun/Glasses"      | 2:09    |  |
| 6.      | "Junk"                    | 1:55    |  |
| 7.      | "Man We Was Lonely"       | 2:58    |  |

| Lado dois |                      |         |  |
| N.º       | Título               | Duração |  |
| 1.        | "Oo You"             | 2:49    |  |
| 2.        | "Momma Miss America" | 4:05    |  |
| 3.        | "Teddy Boy"          | 2:24    |  |
| 4.        | "Singalong Junk"     | 2:36    |  |
| 5.        | "Maybe I'm Amazed"   | 3:51    |  |
| 6.        | "Kreen-Akrore"       | 4:15    |  |

## Ficha técnica
De acordo com Bruce Spizer:
- Paul McCartney – vocais, guitarras, baixo, teclados, piano, órgão, Mellotron, percussão, taças, efeitos
- Linda McCartney – harmonias vocais

## Paradas
| Paradas (1970–71)              | Melhor posição |
| ------------------------------ | -------------- |
| Austrália (Kent Music Report)  | 3              |
| Canadá (RPM)                   | 1              |
| Países Baixos (MegaCharts)     | 3              |
| França (SNEP)                  | 4              |
| Itália                         | 3              |
| Japão (Oricon)                 | 13             |
| Noruega (VG-Lista)             | 2              |
| Espanha                        | 4              |
| Suécia                         | 2              |
| Reino Unido (OCC)              | 2              |
| Estados Unidos (Billboard 200) | 1              |
| Alemanha Ocidental             | 15             |

| Paradas (2011) | Melhor posição |
| -------------- | -------------- |
| Países Baixos  | 85             |
| França         | 91             |
| Japão          | 27             |
| Espanha        | 74             |
| Reino Unido    | 88             |
| Estados Unidos | 7              |

Paradas de fim de ano
| \| Paradas (1970) \| Melhor posição \| \| ------------------ \| -------------- \| \| Austrália[34] \| 17 \| \| França[47] \| 11 \| \| Reino Unido[48] \| 10 \| \| Estados Unidos[49] \| 25 \| |                |
| Paradas (1970) | Melhor posição |
| Austrália | 17             |
| França | 11             |
| Reino Unido | 10             |
| Estados Unidos | 25             |